# Vilém Soukup
Vilém Soukup (31. května 1914 Plzeň – 15. září 1941 Andervenne) byl český pilot 311. československé bombardovací perutě.

## Život

### Před druhou světovou válkou
Vilém Soukup se narodil 31. května 1914 v Plzni v rodině Theodora Soukupa a Boženy, rozené Puchtové. Vyučil se soustružníkem a začal pracovat jako strojní zámečník. V letech 1933 a 1934 absolvoval v Západočeském aeroklubu pilotní výcvik, poté nastoupil do armádní služby u Leteckého pluku 1. Oženil se.

### Druhá světová válka
Po německé okupaci opustil Vilém Soukup ilegálně Protektorát Čechy a Morava a odešel do Francie, kde byl 2. října téhož roku prezentován u Československé armády v zahraničí jako letecký mechanik. Po pádu Francie v červnu 1940 se evakuoval do Spojeného království. Zde byl přijat do Royal Air Force a zařazen k 311. československé bombardovací peruti. Po patřičném výcviku byl 15. května 1941 zařazen do operační služby. Dne 15. září téhož roku se jako velitel letounu zúčastnil bombardování ponorkových doků v Hamburku ve stroji Vickers Wellington Mk.Ic R1015 KX-L. Během zpátečního letu byl letoun sestřelen u vesnice Andervenne, žádný z členů posádky nepřežil. Všichni byli pohřbeni v nedalekém Lingenu, po skončení druhé světové války byly jejich ostatky přeneseny do společného hrobu na lesním válečném hřbitově v Reichswalde u Kleve. Dosáhl hodnosti četaře.

## Ocenění

### Vyznamenání
- Československý válečný kříž 1939
- Československá medaile Za chrabrost před nepřítelem

### Posmrtná ocenění
- Vilém Soukup byl in memoriam povýšen do hodnosti plukovníka